# Muszatics Péter
Muszatics Péter (1976) magyar író, filmtörténész, fesztiválkurátor.

## Pályafutása
Tanulmányait a Pázmány Péter Katolikus Egyetem Jog- és Államtudományi Karán és a Színház- és Filmművészeti Egyetemen végezte, itt doktorált (Doctor of Liberal Arts diploma) 2017-ben.
Írásai 2008 óta jelennek meg a Vigiliában, a Metropolisban, a Filmtetten, a Revizoronline-on, a Forrásban és máshol. Első könyve, az Utazás Európa mélyére 2016-ban jelent meg az Osiris Kiadónál, John Lukacs előszavával. A nagy kritikai és közönségsikert aratott kötet nyolc város portréjával sajátos, mozaikszerű  Közép-Európa-portrét ad. A könyv két fejezetét (Lemberg, Pozsony) 2019-ben Sopsits Árpád rendező filmesítette meg. Második könyve, a 2018-ban a Kossuth Kiadónál megjelent Bécs, Budapest, Hollywood az amerikai film közép-európai gyökereit kutatja. A kötet inspirálta a 2022-es Budapesti Klasszikus Film Maraton fókuszát és szlogenjét is. Harmadik kötete, az Osiris Kiadónál publikált Orosz történetek személyes és töredékes Oroszország-portrét ad.
2006 óta a legnagyobb magyarországi filmes esemény, a CineFest Miskolci Nemzetközi Filmfesztivál egyik főszervezője, 2010 óta a fesztivál CineClassics programjának kitalálója és kurátora. 2017 óta a Budapesti Klasszikus Film Maraton kurátora, 2020-ban a Veszprém-Balaton Filmpiknik, 2021-től a Magyar Mozgókép Fesztivál programigazgatója. Magyarországon és külföldön számos filmes esemény, konferencia, kiállítás, retrospektív kurátora volt.
Nős, felesége Győry Katalin, két gyermekük van (Anna, 2020, Milán, 2022).